# Seigo Shimokawa
Seigo Shimokawa (下川 誠吾, Shimokawa Seigo) est un footballeur japonais né le 17 novembre 1975.